# Васил Велчев
Васил Димитров Велчев е български лекар, кардиолог, доцент в Медицинския университет в София.

## Биография
Васил Велчев завършва медицина в Медицинския университет – София през 1993 г. През 2009 г. защитава дисертационен труд пред Висшата атестационна комисия (ВАК) и получава образователна и научна степен „доктор“ по научната специалност „Кардиология“, с тема „Перкутанна етанолова редукция на септума при пациенти с хипертрофична обструктивна кардиомиопатия неповлияваща се от медикаментозно лечение“. През 2012 г. след конкурс е избран за доцент. Има придобити специалности по Вътрешни болести и Кардиология. Специализирал е във Франция, Австрия, Белгия, Япония. Притежава сертификат по Инвазивна кардиология и пейсинг, Кардиостимулация I и II ниво, Инванзивна ангиология. Има завършен курс по Екстракция на електроди и TIPS при пациенти с портална хипертония. Работил е в IV МБАЛ София и Университетска болница „Лозенец“ в София. От 2005 г. е специалист кардиолог в Клиника по инвазивна кардиология към УМБАЛ „Св. Анна“ София, в която оглавява сектор по електрокардиостимулация. Работи и към кардиоцентър „Св. Лука“ в София.

## Принос към медицината в България
Въвел е метода за алкохолна аблация на септума при хипертрофична кардиомиопатия в България.